# Ахірам

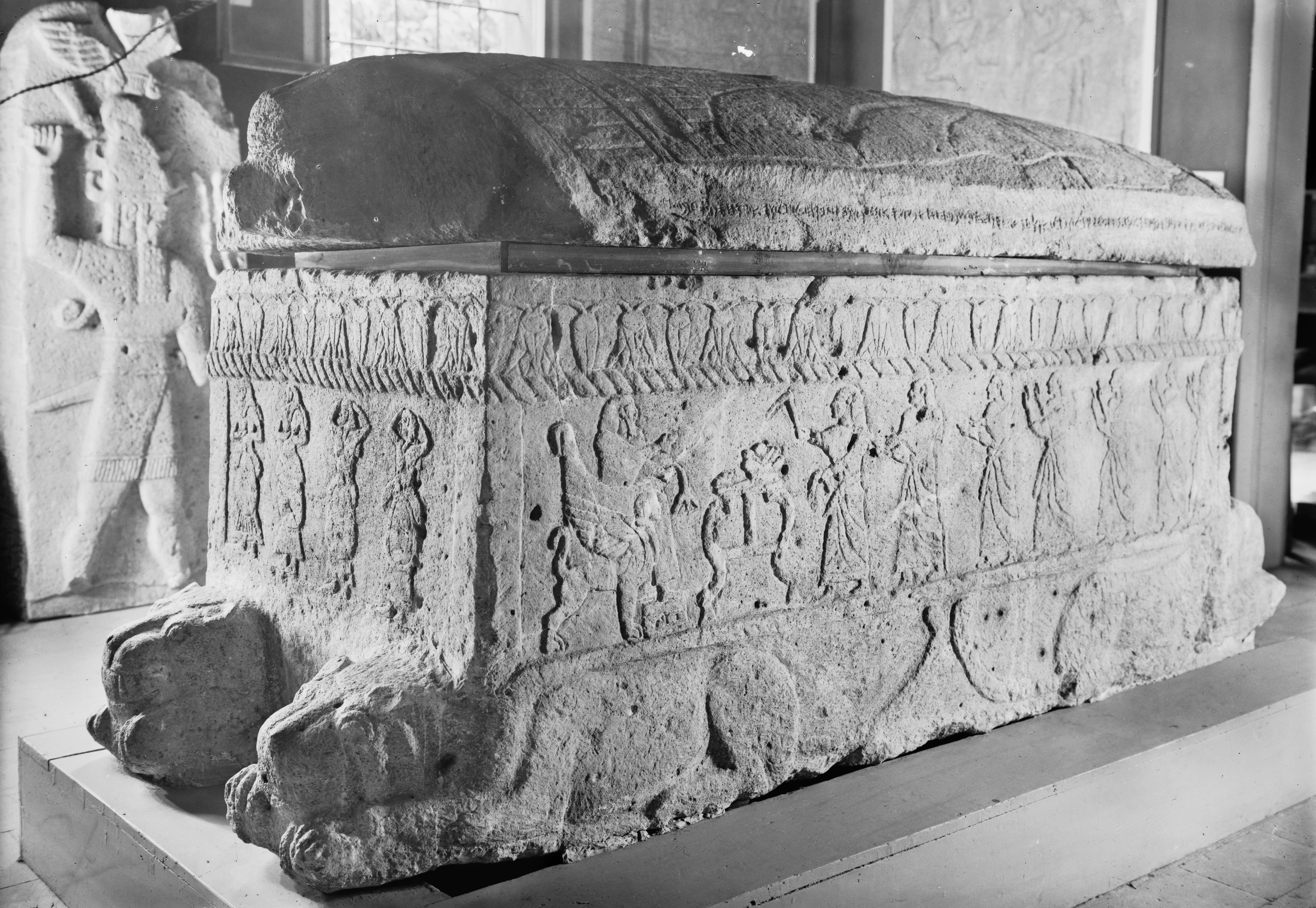
Саркофаг царя Ахірама з Бібла

Ахіри (приблизно 1000 до н. е.) — фінікійський цар Бібла. Його наступником був його син Ітобаал. Відомий по саркофагу.
Саркофаг Ахірама виявлений у 1923 французьким єгиптологом П'єром Монте в місті Гебал, історичному Біблі. Є одним з найважливіших пам'яток ранньої залізної доби в Фінікії. Основна сцена барельєфа зображує царя, що сидить на троні з вирізаними крилатими сфінксами. Жриця подає йому квітку лотоса. Напис на саркофазі є найранішим зі зразків фінікійської писемності. З огляду на це вважається його панування часом винайдення цієї писемності.

## Напис на саркофазі
Переклад напису:

«Гробниця, яку Іттобал, син Ахірама, царя Бібла, зробив для Ахірама, його батька, коли він помістив його в будинок вічності. І якщо який-небудь цар серед царів або який-небудь правитель серед правителів або який-небудь воєначальник серед воєначальників нападе на Бібл і відкриє гробницю, нехай його владний скіпетр зламається, нехай трон його царства перекинеться, нехай мир покине Бібл! Що ж до нього самого, якщо він зруйнує цей напис, то ... »

Цікаво, що Іттобал в написі не зазначив ім'я батька Ахірама, як це було прийнято. Можливо, це тому, що батько Ахірама не був царем, а він сам прийшов до влади після перевороту.